# Episodi di Future GPX Cyber Formula

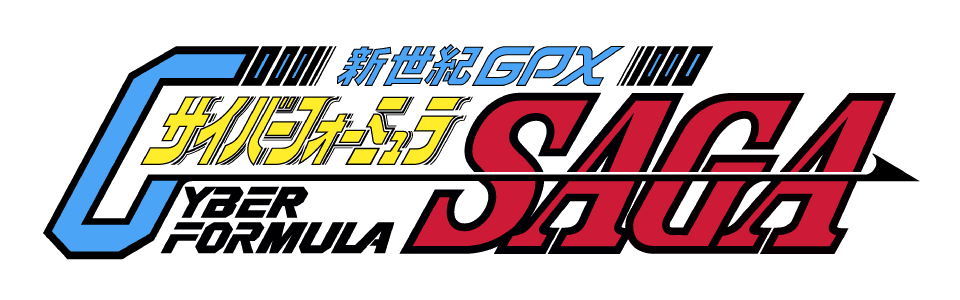
Logo dell'anime Future GPX Cyber Formula Saga.

Future GPX Cyber Formula (新世紀GPXサイバーフォーミュラ?) è un anime prodotto nel 1991 in 37 episodi dallo studio di animazione giapponese Sunrise, a cui hanno fatto seguito cinque serie OAV prodotte dal 1992 al 1998 e formate rispettivamente da 6, 8, 2, 8 e 5 episodi. In Italia, dopo la prima visione assoluta sulla rete a pagamento Hiro nel corso dell'estate del 2011, i primi 14 episodi sono stati trasmessi in chiaro da Italia 2 dal 29 novembre 2011 al 10 gennaio 2012, all'interno del contenitore "Anime/Azione", mentre l'intera serie, comprensiva delle puntate inedite in chiaro, è stata riproposta su Italia 1 dal 4 settembre al 16 ottobre 2015 di notte, e poi replicata più volte negli anni successivi sempre nella medesima collocazione oraria.

## Future GPX Cyber Formula
| Nº | Titolo italiano Giapponese 「Kanji」 - Rōmaji                                                                                    | In onda           | In onda        |
| Nº | Titolo italiano Giapponese 「Kanji」 - Rōmaji                                                                                    | Giapponese        | Italiano       |
| 1  | Il giorno del destino 「運命を決めた日」 - Unmei o kimeta hi                                                                     | 15 marzo 1991     | 17 giugno 2011 |
| 2  | Il più giovane pilota della Cyber Formula 「最年少レーサー誕生」 - Sai-nenshō rēsā no tanjō                                      | 22 marzo 1991     | 18 giugno 2011 |
| 3  | La prima grande prova 「燃えろ!ハヤト」 - Moero! Hayato                                                                          | 29 marzo 1991     | 19 giugno 2011 |
| 4  | Il Gran Premio di Fujioka 「富士岡グランプリ決勝」 - Fujioka Guranpuri kessen                                                    | 5 aprile 1991     | 20 giugno 2011 |
| 5  | Sequestro sventato 「目指せ!全日本グランプリ」 - Mezase! Zen-Nihon Guranpuri                                                     | 12 aprile 1991    | 21 giugno 2011 |
| 6  | Un ragazzo di Hokkaido 「北海道の自然児」 - Hokkaido no shizenji                                                                 | 19 aprile 1991    | 22 giugno 2011 |
| 7  | La super licenza per i Mondiali 「世界へのライセンス」 - Sekai e no license (raisensu)                                           | 26 aprile 1991    | 23 giugno 2011 |
| 8  | Battaglia sotto la pioggia 「雨のニセコ決戦」 - Ame no Niseco kessen                                                             | 10 maggio 1991    | 24 giugno 2011 |
| 9  | Una partenza burrascosa 「嵐の旅立ち」 - Arashi no tabidachi                                                                     | 17 maggio 1991    | 25 giugno 2011 |
| 10 | Inizia il Gran Premio Mondiale 「ワールドグランプリ開催」 - Wārudo Guranpuri kaisai                                              | 24 maggio 1991    | 26 giugno 2011 |
| 11 | Il Gran Premio d'America 「アメリカ第一戦決勝」 - Amerika daiissen kesshō                                                        | 31 maggio 1991    | 27 giugno 2011 |
| 12 | Un pilota leggendario 「栄光のレーサー」 - Eikō no rēsā                                                                          | 7 giugno 1991     | 28 giugno 2011 |
| 13 | La gara della sopravvivenza 「サバイバルレース」 - Survival Race (Sabaibaru Rēsu)                                                | 14 giugno 1991    | 29 giugno 2011 |
| 14 | Sogni di gioventù 「青春スクラップ」 - Seishun sukurappu                                                                         | 21 giugno 1991    | 30 giugno 2011 |
| 15 | La promessa a una ragazza 「少女との約束」 - Shōjo to no yakusoku                                                                | 28 giugno 1991    | 1º luglio 2011 |
| 16 | La tappa finale del Gran Premio del Perù 「ペルー第2戦決勝」 - Perē dai 2 sen kesshō                                             | 5 luglio 1991     | 2 luglio 2011  |
| 17 | Il concerto mancato 「友情のコンサート」 - Yūjō no konsāto                                                                       | 12 luglio 1991    | 3 luglio 2011  |
| 18 | Trappola ad alta velocità 「超高層の罠」 - Chōkōsō no wana                                                                       | 19 luglio 1991    | 4 luglio 2011  |
| 19 | Brasile: la terza gara del Gran Premio 「ブラジル第3戦決勝」 - Burajiru dai 3 sen kesshō                                         | 26 luglio 1991    | 5 luglio 2011  |
| 20 | Il ciondolo dei ricordi 「ペンダントの思い出」 - Pendanto no omoide                                                              | 2 agosto 1991     | 6 luglio 2011  |
| 21 | La vera identità di Shoemach 「シューマッハの正体」 - Shumahha no shōtai                                                         | 9 agosto 1991     | 7 luglio 2011  |
| 22 | Il segreto di Asurada 「アスラーダの秘密」 - Asurada no himitsu                                                                  | 16 agosto 1991    | 8 luglio 2011  |
| 23 | Il Gran Premio del Canada 「カナダ第4戦決勝」 - Kanada dai 4 sen kesshō                                                          | 6 settembre 1991  | 9 luglio 2011  |
| 24 | La password del nuovo sistema 「誕生! 父の遺したニューマシン」 - Tanjō! Chichi no nokoshita new machine (nyū mashin)             | 13 settembre 1991 | 10 luglio 2011 |
| 25 | Il debutto della Super Asurada 「激走! スーパーアスラーダ」 - Gekisō! Sūpā Asurāda                                               | 20 settembre 1991 | 11 luglio 2011 |
| 26 | Il Gran Premio d'Inghilterra 「27秒にかけろ! 第5戦決勝」 - 27 byō nikakero! Dai 5 sen kesshō                                     | 27 settembre 1991 | 12 luglio 2011 |
| 27 | Confronto tra quattordicenni 「対決! 14才の白い貴公子」 - Taiketsu! 14 sai no shiroi kikōshi                                     | 4 ottobre 1991    | 13 luglio 2011 |
| 28 | Il Gran Premio di Norvegia 「氷上の死闘! 第6戦決勝」 - Hikami no shitō! Dai 6 sen kesshō                                         | 11 ottobre 1991   | 14 luglio 2011 |
| 29 | La gara di Fireball 「挑戦! ファイアーボール」 - Chōsen! Faiābōru                                                                | 25 ottobre 1991   | 15 luglio 2011 |
| 30 | L'ultima gara di Fireball 「ファイアーボール 危機一髪!」 - Faiābōru kikiippatsu!                                                 | 1º novembre 1991  | 16 luglio 2011 |
| 31 | Il ritorno di Bleed Kaga 「第7戦 ブリード加賀見参!」 - Dai 7 sen Burīdo Kagami san!                                              | 8 novembre 1991   | 17 luglio 2011 |
| 32 | Il coraggio di Shinjyo 「第7戦 執念のゴールイン」 - Dai 7 sen shūnen no gōruin                                                   | 15 novembre 1991  | 18 luglio 2011 |
| 33 | L'ottava gara 「奇跡の第8戦! 大波の死闘」 - Kiseki no dai 8 sen! Oonami no shitō                                                 | 22 novembre 1991  | 19 luglio 2011 |
| 34 | Hayato contro Asurada: la sfida finale della nona gara 「ハヤト対アスラーダ! 第9戦決勝」 - Hayato tsui Asurada! Dai 9 sen kesshō | 29 novembre 1991  | 20 luglio 2011 |
| 35 | Il pilota ferito 「傷だらけのレーサー」 - Kizudarake no rēsā                                                                     | 6 dicembre 1991   | 21 luglio 2011 |
| 36 | Il Gran Premio del Giappone 「三強激突! 日本グランプリ」 - Sankyō gekitotsu! Nippon Guranpuri                                    | 13 dicembre 1991  | 22 luglio 2011 |
| 37 | Gloriosi vincitori 「栄光のウイナーズ」 - Eikō no winners (uināzu)                                                               | 20 dicembre 1991  | 23 luglio 2011 |

## Future GPX Cyber Formula 11
| Nº | Titolo italiano Giapponese 「Kanji」 - Rōmaji                                                       | Prima edizione   | Prima edizione                     |
| Nº | Titolo italiano Giapponese 「Kanji」 - Rōmaji                                                       | Giapponese       | Italiano (trasmissione televisiva) |
| 1  | Un campione in crisi 「栄光のカーナンバー」 - Eikō no kānanbā                                       | 1º novembre 1992 | 29 settembre 2015                  |
| 2  | Il ritorno di Shoemach 「復活！超音速の騎士」 - Fukkatsu! Chōonsoku no kishi                        | 1º dicembre 1992 | 29 settembre 2015                  |
| 3  | La nascita della nuova Asurada 「新（ニュー）アスラーダ誕生」 - New (nyū) Asurāda tanjō             | 1º febbraio 1993 | 1º ottobre 2015                    |
| 4  | La sbandata controllata 「全開！イナーシャルドリフト」 - Zenkai! Inertial Drift (Ināsharu Dorifuto) | 1º marzo 1993    | 1º ottobre 2015                    |
| 5  | Il segreto di Shoemach 「決戦の朝」 - Kessen no asa                                                 | 25 aprile 1993   | 1º ottobre 2015                    |
| 6  | Il momento eterno 「この瞬間よ永遠に・・・」 - Kono shunkan yo eien ni...                           | 1º giugno 1993   | 2 ottobre 2015                     |

## Future GPX Cyber Formula Zero
| Nº | Titolo italiano Giapponese 「Kanji」 - Rōmaji                             | Prima edizione   | Prima edizione                     |
| Nº | Titolo italiano Giapponese 「Kanji」 - Rōmaji                             | Giapponese       | Italiano (trasmissione televisiva) |
| 1  | L'inizio dell'incubo 「悪夢の限界領域」 - Akumu no genkairyōiki           | 1º aprile 1994   | 2 ottobre 2015                     |
| 2  | Una nuova vita 「陽だまりの中で・・・」 - Yō damari no naka de...         | 25 aprile 1994   | 2 ottobre 2015                     |
| 3  | Di nuovo in pista 「再びサーキットへ」 - Futatabi sakitto e               | 1º luglio 1994   | 6 ottobre 2015                     |
| 4  | Il volo di Pegaso 「天馬（ペガサス）の翔くとき」 - Pegasasu no kaku toki  | 1º agosto 1994   | 6 ottobre 2015                     |
| 5  | Il domani è vicino 「閉ざされた明日」 - Toza sareta ashita                | 1º ottobre 1994  | 7 ottobre 2015                     |
| 6  | Solo verso la vittoria 「ただ勝利の為に・・・」 - Tada shōri no tameni... | 2 novembre 1994  | 7 ottobre 2015                     |
| 7  | Il preludio di una dura battaglia 「死闘への序曲」 - Shitō e no jokyoku   | 21 dicembre 1994 | 8 ottobre 2015                     |
| 8  | A ciascuno il suo futuro 「それぞれの未来へ」 - Sorezore no mirai e       | 1º febbraio 1995 | 8 ottobre 2015                     |

## Future GPX Cyber Formula: Early Days Renewal
| Nº | Titolo italiano (traduzione letterale) Giapponese 「Kanji」 - Rōmaji | Prima edizione | Prima edizione |
| Nº | Titolo italiano (traduzione letterale) Giapponese 「Kanji」 - Rōmaji | Giapponese     | Italiano       |
| 1  | Sfidante 「Challenger」                                              | 1º aprile 1996 | -              |
| 2  | Vincitori 「Winners」                                                | 1º giugno 1996 | -              |

## Future GPX Cyber Formula Saga
| Nº | Titolo italiano Giapponese 「Kanji」 - Rōmaji | Prima edizione    | Prima edizione                     |
| Nº | Titolo italiano Giapponese 「Kanji」 - Rōmaji | Giapponese        | Italiano (trasmissione televisiva) |
| 1  | Nessun titolo 「Round 1: No Title」           | 1º agosto 1996    | 9 ottobre 2015                     |
| 2  | Il nuovo presidente 「Round 2: Fired!」       | 1º settembre 1996 | 9 ottobre 2015                     |
| 3  | Giorni difficili 「Round 3: Critical Days」   | 2 ottobre 1996    | 9 ottobre 2015                     |
| 4  | La calma della sera 「Round 4: Evening Calm」 | 1º novembre 1996  | 9 ottobre 2015                     |
| 5  | Roba che scotta! 「Round 5: Burning!!」       | 1º febbraio 1997  | 13 ottobre 2015                    |
| 6  | La curva aerea! 「Round 6: Lifting Turn」     | 20 marzo 1997     | 13 ottobre 2015                    |
| 7  | Hayato è scomparso! 「Round 7: Lose His Way」 | 1º giugno 1997    | 14 ottobre 2015                    |
| 8  | Mai e poi mai! 「Round 8: Never」             | 25 luglio 1997    | 15 ottobre 2015                    |

## Future GPX Cyber Formula Sin
| Nº | Titolo italiano Giapponese 「Kanji」 - Rōmaji                    | Prima edizione    | Prima edizione                     |
| Nº | Titolo italiano Giapponese 「Kanji」 - Rōmaji                    | Giapponese        | Italiano (trasmissione televisiva) |
| 1  | L'invincibile leggenda! 「不敗神話」 - Fuhaishinwa               | 21 dicembre 1998  | 15 ottobre 2015                    |
| 2  | Il passato ritorna! 「復活の刻（とき）」 - Fukkatsu no toki      | 21 febbraio 1999  | 15 ottobre 2015                    |
| 3  | Il grido dell'orco! 「凰呀の叫び」 - Ō ga no sakebi              | 7 luglio 1999     | 16 ottobre 2015                    |
| 4  | Le condizioni del vincitore! 「勝者の条件」 - Shōsha no jōken    | 16 settembre 1999 | 16 ottobre 2015                    |
| 5  | Il duello finale! 「全ては時の中で」 - Subete wa toki no naka de | 17 marzo 2000     | 16 ottobre 2015                    |